# コイオス
コイオス（古希: Κοῖος、古代ギリシア語ラテン翻字: Koios、英語: Coeus）は、ギリシア神話に登場する神である。その名は「天球」を意味し、それ故別名ポーロス（「天の極」の神）とも呼ばれた。
ウーラノスとガイアの息子でティーターンの一人。オーケアノス、クレイオス、ヒュペリーオーン、イーアペトス、クロノス、テイアー、レアー、テミス、ムネーモシュネー、ポイベー、テーテュースと兄弟。
またポイベーを妻とし、レートー、アステリアー姉妹をもうけた。したがってコイオスはアポローン、アルテミス、またヘカテーの祖父にあたる。
現在伝わっている神話ではほとんど系譜上の存在であり、特に説話らしい説話は伝えられていない。